# Изверский железоделательный завод
Изверский железоделательный завод — железоделательный завод, основанный Родионом Ивановичем Баташёвым в 1751 году и действующий до 1756 года. Располагался на реке Изверь севернее сельца Доманово Морозовской волости Медынского уезда, сейчас это Износковский район Калужской области.
Решение о создании Изверского молотового завода было вынесено Берг-коллегией 13 февраля 1750 года. Завод запущен в сентябре того же года.
Закрыт из-за близости к Москве по просьбе графа А. И. Шувалова, несмотря на все попытки Баташева спасти свои предприятия. Убытки владельца от закрытия оценивались в 17 690 рублей.
Конфискованный завод перешёл графу Шувалову в обход закона, поскольку Берг-привилегия в 1719 году и Берг-регламент 1739 году провозглашали неотъемлемое право владения заводами и приписывали, что заводы не могут быть отняты у владельцев, если только они не привели завод в запустение.
В 1782 году на месте завода значится пустовая земля Изверского железного завода, принадлежавшая графине Екатерине Ивановне Шуваловой.